# Kohezija
Kohezija (franc. cohésion, prema lat. cohaerere: prianjati, biti povezan), je privlačna međuatomska ili međumolekularna sila koja djeluje između susjednih čestica tvari. Najjača je u tvarima koje su u čvrstom stanju, slabija u tekućinama (jedno je od očitovanja djelovanja kohezije površinska napetost), a najslabija u realnim plinovima (u idealnim je plinovima jednaka nuli). U vodi, na primjer, djeluju jake kohezivne sile jer je voda jako polarna molekula. U organskim tvarima rijetko djeluju jake kohezivne sile jer organske tvari rijetko su polarne. Kohezija, zajedno s adhezijom (privlačenje između različitih molekula), koristi se u objašnjavanju površinske napetosti i kapilarnosti. 
Čestice krede možemo i noktom odijeliti, dok se to ne može uraditi sa željezom. Sila kojom se čestice krede, a time i njene molekule, drže zajedno, mnogo je manja nego kod željeza. Molekule iste tvari privlače se međusobno izvjesnom silom, a ta se sila zove kohezija. O veličini kohezije ovisi da li će se molekule nekog tijela lakše ili teže micati. Prema tome, i odupiranje nekog tijela pri pokušaju da mu se promijeni oblik ovisi o veličini kohezije. Kohezija je najveća kod čvrstih tijela, a mnogo manja kod tekućina, dok se za plinove može reći da je nemaju jer se molekule plina međusobno odbijaju, a to znači da se plin širi. Budući da tijela mogu mijenjati svoja agregatna stanja promjenom temperature, zaključujemo da razmak između molekula ovisi o temperaturi.

## Površinska napetost
Površinska napetost (znak σ) je fizikalna veličina koja opisuje svojstvo površine tekućine zbog kojega se ploština (površina) slobodne površine tekućine smanjuje. Količnik je uloženoga rada dW i promjene ploštine dA slobodne površine, to jest:
{\displaystyle \sigma ={\frac {dW}{dA}}}
Mjerna je jedinica površinske napetosti džul po metru kvadratnom (J/m2) ili njutn po metru (N/m). Uzrok je površinske napetosti asimetrični raspored međumolekularnih sila na granici faza. U unutrašnjosti tekućine je prosjek sila što djeluju na pojedinu molekulu jednak nuli, a na površini su molekule izložene nejednakim silama s vanjske i s unutarnje strane tekućine. Kada je tekućina u dodiru s plinom, privlačne sile među molekulama tekućine jače su od sila između molekula tekućine i plina, pa su molekule tekućine na površini privučene prema unutrašnjosti, odnosno sila među molekulama na površini tekućine veća je od sile među molekulama u unutrašnjosti. Tako na primjer površinska napetost vode omogućava da se kukac gazivoda kreće po njezinoj površini. Djelovanje deterdženata i sredstava za flotaciju zasniva se na njihovu učinku na površinsku napetost tekućina.

## Kapilarnost
Kapilarnost je pojava podizanja ili spuštanja razine tekućina uz rub uskih cijevi (kapilara) uzrokovana silama adhezije i kohezije. U uskim cijevima, gdje je površina tekućine velika prema obujmu (volumenu) tekućine, vrijednosti površinskih sila i gravitacije postaju usporedive i razina tekućine u cijevi može se podizati (kapilarna elevacija) ili spuštati (kapilarna depresija). Tekućina koja moči stijenke kapilare (adhezija veća od kohezije, na primjer voda u staklenoj posudi) podizat će se, a tekućina koja ne moči stijenke kapilare (kohezija veća od adhezije, na primjet živa u staklenoj posudi) spuštat će se. Objašnjenje kapilarnosti kao i matematičku teoriju oblika površine tekućine dali su u svojim radovima Thomas Young (1804.), Pierre-Simon Laplace (1806.), Carl Friedrich Gauss (1830.) i Siméon Denis Poisson (1831.).